# Cernelha

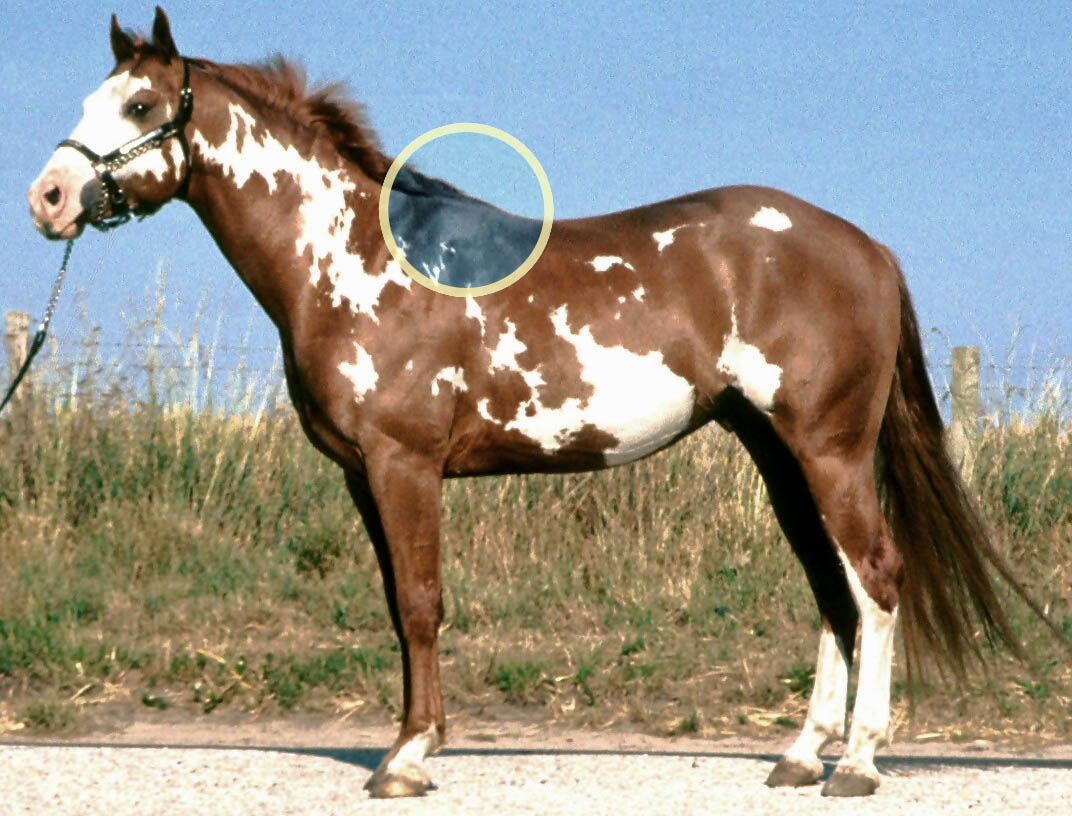
O círculo amarelo indica a posição da cernelha em um cavalo.

A cernelha (do latim cernicula), garrote ou cachaço é a região proeminente nos grandes quadrúpedes onde se unem as espáduas em forma de cruz.
Nos equinos de exposição, considera-se uma importante característica ter a cernelha alta e pouco carnosa. 
A altura de alguns animais quadrúpedes é medida a partir deste ponto, ou seja, medindo a distância da base da pata até a extremidade da cernelha, não se considera a altura da cabeça do animal.  